# Hajhosszabbítás
A hajhosszabbítás lehetőség a nőknek, hogy órák alatt, vagy akár egy óra alatt hosszú hajra tegyenek szert, anélkül hogy évekig kellene növeszteniük. Génjeik szerint van, akiknek soha nem nőne meg a hajuk hosszúra.
Szegényebb országokban a nők eladják a hajukat. Copfként felvásárolják a gyárak, majd különféle kezelések (fertőtlenítés, festés, savas fürdő) után forgalomba hozzák.

## Típusai
- Indiai haj – Indiában vallási okok miatt a házasságkötéskor le kell a nőknek vágni a hajukat – kézenfekvő, hogy pénzzé tegyék – ezért rendszerint eladják.
- Ázsiai haj – a kontinens nagy népsűrűsége és szegénységi indexe miatt sokan puszta létszükségleti ok miatt adják el.
- Román, orosz és egyéb közel-keleti haj – ezeket gyűjtőnéven európai hajnak nevezzük. Egyáltalán nem garantált hogy egy magyar ember számára ez a legmegfelelőbb a saját hajának textúrájához. Sok helyen kémiailag elvékonyítják az indiai-ázsiai hajat, majd európai haj árában – a legmagasabb – próbálják értékesíteni. Az indiai és ázsiai hajak 3-6 hónapig, míg az európai hajak 1-2 évig hordhatók. Az áruk emiatt jelentősen eltér.
- Szintetikus haj – sok színben és textúrában elérhető, és olcsó, de a legtöbb fajtája nem bírja a forróságot, a dauert, vagy a kiegyenesítést. Főként a drágább technikákhoz használják.
- Lószőr – ritkán használják.

A hajakat szín, textúra és minőség alapján rendszerezik. A legsötétebb feketét 1 jelzi, a világosabb színeket nagyobb színek jelölik.

## Technikái
Különféle technikákkal lehet emberi hajat a saját hajunkhoz illeszteni, mint például ragasztás (hőillesztés), gyűrűzés, varrás, csomózás. Mindegyik technikának vannak előnyei és hátrányai egyaránt. A vendéghaj általában többször is felhasználható, és a műveletet néhány havonta meg kell ismételni. Hosszabb hordás esetén a haj elfilcesedik. Mivel a kihullott hajat a hosszabbítás nem engedi leesni, három-négy hónap után a haj már kezd elcsúfulni. A rossz minőségű kötőanyag és az ápolatlanság miatt a hordási idő megrövidülhet. A ragasztásos módszereknél a ragasztás alkohollal felbontható. A legtöbb hajépítő szalon hajdúsítást is vállal.
Hajfelvarrás: a saját hajból leválasztott három-négy sort vízszintesen parkettafonásba fonnak, ezek közé szúrják be láthatatlan öltéssel az új hajat, ami beleolvad a saját hajba. A meghosszabbított hajat ugyanúgy lehet kezelni, mint a sajátot; könnyen formázható, festhető. Varrás helyett kis csatokat használva a pótlás felvehető és letehető.
Hőillesztés: a saját hajat és a vendéghajat is tincsekre szedik, majd  a vendéghajat haj- és bőrbarát, hőre szilárduló ragasztóval tincsenként a saját hajhoz ragasztják.
Keratinlapos hőillesztés: a hajat állandó hőmérsékletű (160 fokos) pisztollyal rögzítik. A tincses változat ban a vendéghajat keratinlapokkal rögzítik, így rögzítik tincsenként. A paneles változatban speciális pontokra öt, kilenc centiméter szélességű hajpanelt szúrnak be. Az egyik legmodernebb eljárás.
Gyantás hőillesztés: a keratin lap helyett speciális keratinos gyantát használnak, és a hajat 180 fokon sütik. A keratinlapos hőillesztéshez hasonlít.
Mikrocsomózás: a vendéghajat egy centiméter hosszan a saját hajhoz fonják. A fonatok díszként is szolgálnak. A csomózás lehet teljes, vagy takaró hajas, amikor is a fejtetőt szabadon hagyják takaróhajnak. A saját hajjal mosható, szárítható, festhető.
Mikrogyűrű: a vendéghajat apró fémgyűrűkkel rögzítik a saját hajhoz. A saját hajjal együtt mosható, szárítható, mosható. Fémallergiásoknak nem ajánlott. Manapság azonban a szilikongyűrű használatos, amely egy műanyag gyűrű, belül szilikon karikával ellátva. A keratinozott tincset és a saját tincset egy különleges technikával a gyűrűbe húzzák, majd azt egy speciális fogóval ráerősítik.
Mikrolines rendszer: a póthajat egy finom háló rögzíti a fejtetőhöz. Általában hajdúsításra használják, de hajhosszabbításra is alkalmas.
Lézeres módszer: a vendéghajat lézerrel a saját hajhoz sütik mindössze 50 Celsius-fokon. Alacsony hőmérséklete miatt a legkíméletesebb módszerek egyike. Egy időben akár nyolc tincs is rögzíthető. Hajkiegyenlítésre, dúsításra is szolgálhat. Az összes módszer közül ez a leggyorsabb, mert egy alap eljárás, akár 15 perc alatt elvégezhető.
Ultrahangos hajhosszabbítás: a vendéghajat keratinlapokhoz rögzítik. A hajat hővel, vagy az ultrahang rezgéseivel erősítik a saját hajhoz. Az egy szálas forrasztópákáknak nincs hőszabályzójuk, ezért nem tudnak állandó hőfokot biztosítani. A meleg eljárású ultrahangos gép 120-180 fokon süti a hajat. A hideg eljárás újdonság, itt a hangrezgések segítik rögzíteni a hajat.

## Története
A négerek több évszázados technikáit az 1950-es években kezdték átvenni és továbbfejleszteni a hollywoodi fodrászok. A módszerek fejlődésével az illesztés módszerei is finomodtak. A divat tovaterjedésével más népek hajai is hozzáférhetővé váltak; így az afroamerikai hajakon kívül tudtak indiai, ázsiai és európai hajakat is használni. A színészektől, modellektől a nép egyszerű lányai is átvették a hajszépítésnek ezeket a módszereit.